# انرلی
latitudeانرلیlongitudeانرلی
انرلی (به انگلیسی: Anerley) یک ناحیه در لندن است که در منطقه بروملی لندن واقع شده‌است.